# Route nationale 715
Die Route nationale 715, kurz N 715 oder RN 715, war eine französische Nationalstraße, die von 1933 bis 1973 in zwei Abschnitten zwischen Gouzon und Ébreuil verlief. Sie verlief auf einer Strecke von knapp 40 Kilometern gemeinsam mit einer anderen Nationalstraße. Ihre Gesamtlänge betrug 54 Kilometer.